# Provincia de Vélez
La provincia de Vélez fue una división administrativa y territorial de la República de la Nueva Granada, creada por medio de la ley del 24 de marzo de 1832 con la unión de los cantones de Chiquinquirá, que pertenecía a la provincia de Tunja, y los de Vélez y Moniquirá, pertenecientes a la provincia del Socorro.
En 1857 la provincia de Vélez conformó parte del Estado Soberano de Santander como una de sus divisiones administrativas (de diversas denominaciones a lo largo de la vida de esa entidad). Una vez que Santander fue convertido en departamento en 1886, la provincia de Soto resurgió como una de sus entidades internas.

## Geografía

Provincias de los Santanderes en 1832.

Provincias de los Santanderes en 1855.

### Límites
Al momento de su erección, Vélez confinaba con las siguientes provincias (en el sentido de las agujas del reloj): Socorro, Tunja, Bogotá, Mariquita y Antioquia. Los límites entre provincias no estaban del todo claros pero Agustín Codazzi durante las expediciones que se llevaron a cabo durante la Comisión Corográfica (1850-1859) realizó una minuciosa descripción de los linderos, así como de la geografía, de la mayoría de las provincias que conformaban la República de la Nueva Granada.
A grandes rasgos, los límites que correspondían a la Provincia de Vélez en 1851 empezaban desde el Páramo de Rabón, luego seguían las cumbres de la cordillera hasta llegar al río Chiquinquirá, pasando por el río Balsas hasta llegar al Alto de Astros, de allí continuaba hasta el río Moniquirá el cual seguía en línea recta hasta llegar al río Suárez.
Desde el río Suárez seguía hasta su confluencia con el Opón, corría a través del curso natural de este río hasta su desembocadura en el río Magdalena, seguía este río hasta la desembocadura del río Ermitaño, luego por el curso de este río hasta las altas cumbres de la Cordillera Oriental. De allí continuaba por las corrientes de varios riachuelos hasta encontrar de nuevo el Páramo de Rabón.

### Aspecto físico
La provincia era una de las provincias neogranadinas más montañosas, y esto era debido a que el territorio estaba atravesado longitudinalmente por la Cordillera Oriental. Las únicas zonas planas eran las aledañas al valle del Magdalena.
Dentro de los ríos, el Minero o Carare era el más caudaloso e importante de la región. El Opón, el Suárez y el Magdalena, que recorría en su límite occidental, son también fundamentales para la comunicación y el comercio con otras provincias.

### División territorial

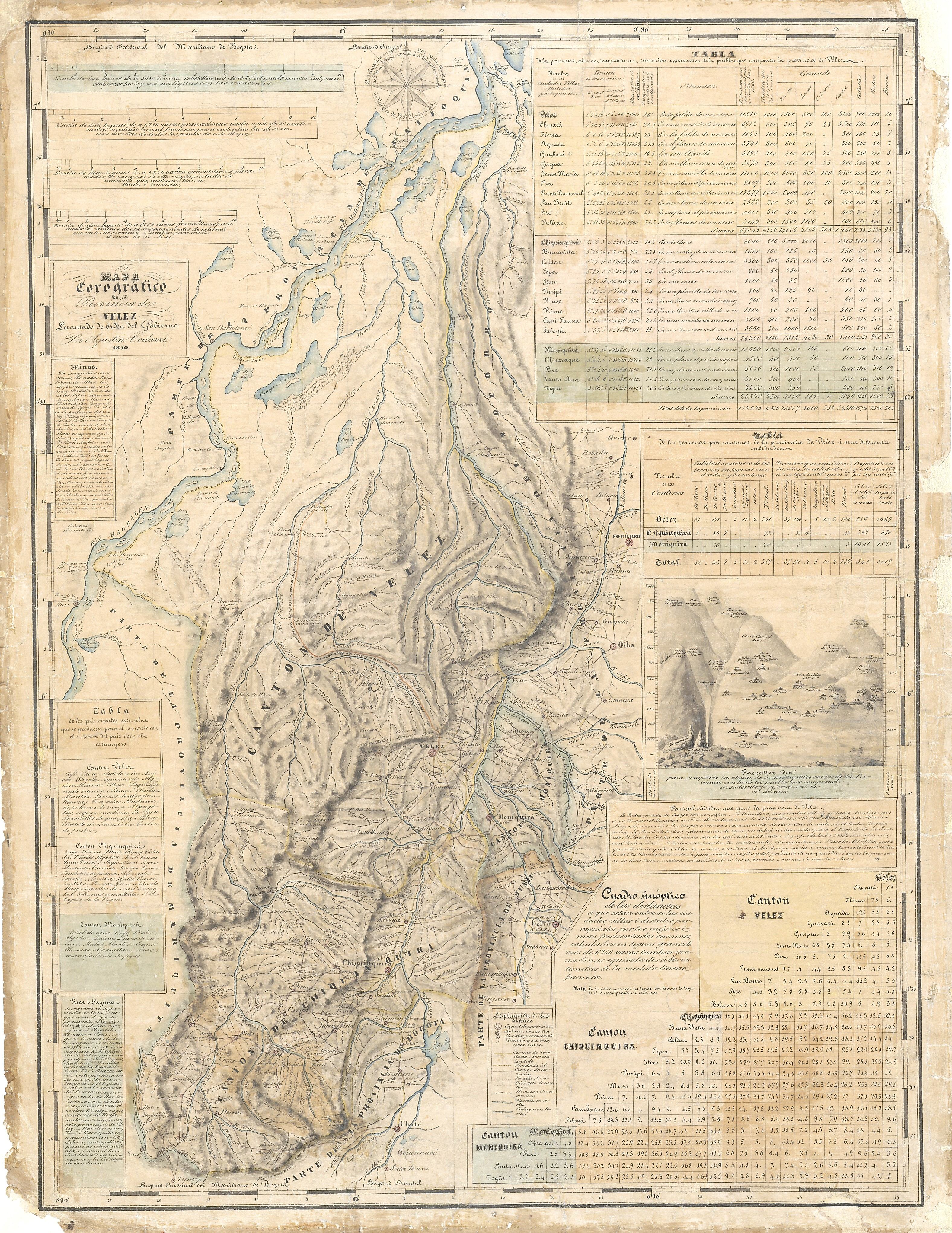
Provincia de Vélez en 1850.

La provincia estaba dividida en tres cantones: Vélez, Chiquinquirá y Moniquirá. Todos ellos estaban divididos en distritos parroquiales y aldeas, de la siguiente manera:
- Cantón de Vélez: Vélez, Aguada, Bolívar, Chipatá, Cite, Flores, Guavatá, Güepsa, Jesús María, La Paz, Puente Nacional y San Benito.
- Cantón de Chiquinquirá: Chiquinquirá, Buenavista, Caldas, Coper, Itoco, Maripí, Muzo, Paime, Pauna y Saboyá.
- Cantón de Moniquirá: Moniquirá, Chitaraque, Pare, Santana y Toguí.

## Demografía
En 1835, la provincia contaba con 83.418 habitantes y en 1843 con 96.303. Según el censo de 1851, la provincia contaba con 109.421 habitantes, de los cuales 53.518 eran hombres y 55.903 eran mujeres.
| Evolución demográfica de la provincia de Vélez |
|                                                |

## Gobernadores
| Periodo                | Periodo      | Gobernador                 |
| Inicio                 | Final        | Gobernador                 |
| ---------------------- | ------------ | -------------------------- |
| 22 de mayo de 1816     | 183?         | Coronel Manuel Carmona     |
| 183?                   | 183?         | Ángel María Flórez Camacho |
| 1841                   | 1841         | Urbano Pradilla Aranda     |
| 1842                   | 184?         | Coronel Thomas Murray Aill |
| 1843                   | 1845         | Plácido Morales            |
| 1853                   | 1854         | Antonio María Díaz         |
| 1854                   | mayo de 1854 | Ramón Mateus               |
| mayo de 1854           | 1854         | Ignacio Castañeda          |
| 1854                   | 1854         | Avelino Rodríguez          |
| 3 de noviembre de 1854 | 1854         | Aquileo Parra Gómez        |
| 1854                   | 1854         | Ramón Navarro              |
| 1855                   | 1855         | Ricardo Vanegas            |

## Economía
La provincia se caracterizó por su abundancia de minerales preciosos, en especial las esmeraldas. Dicha actividad así como la minería del carbón y del hierro hicieron de la región unas de las más prósperas.
La agricultura, la ganadería y la manufactura también fueron puntos fuertes en la economía provincial. Se producían ante todo maíz, caña de azúcar y papa, entre otros cultivos. Al igual que en la Provincia de Tunja se producían lienzos, frazadas y mantas de gran calidad.